# Triskaidekafobie

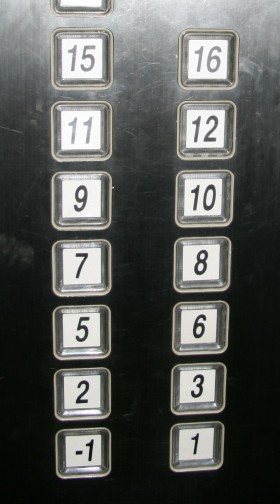
Ovládací panel výtahu v šanghajském hotelu, na kterém chybějí „nešťastná čísla“ 4, 13 a 14

Triskaidekafobie (ze starořeckého τρεισκαίδεκα (treiskaídeka) 'třináct' a φόβος (fóbos) 'strach') je fobie označující chorobný strach z čísla 13. Postižení se obávají jakékoliv přítomnosti čísla třináct – 13. den v měsíci je pro ně nešťastný, nemohou bydlet v hotelovém pokoji s tímto číslem apod.
Strach a pověra ze třináctky jsou tak rozšířené, že se např. v některých hotelech vůbec nevyskytuje pokoj s tímto číslem, jinde zase na číselníku ve výtahu mezi 12. a 14. patrem zcela chybí 13. patro (jedná se však jen o klam, protože třinácté patro bude fyzicky existovat, i když bude označeno jinak) nebo se může jednat o neobytné technické podlaží.
Podobnou fobií je tetrafobie, chorobný strach z čísla 4 častý ve Východní Asii, nebo hexakosioihexekontahexafobie, chorobný strach z čísla 666.
Tato fobie je občas mylně ztotožňována s paraskevidekatriafobií – pověrou o nešťastném pátku třináctého, který mnozí lidé považují za smolný den. Přitom se, jak zdůrazňují odborníci, jedná o autosugesci – člověk si zafixuje, že se mu v tento den něco nepodaří, což se také často stane. Roli může případně hrát i selektivnost paměti, tedy že kdyby se totéž stalo jiný den, člověk si ani nezapamatuje kdy to bylo, zatímco pokud se něco stane zrovna pátek 13., konkrétní smůlu si s datem spojí.